# Duurzaamheidsverslag
Een duurzaamheidsverslag (ook wel maatschappelijk verslag) is een verslag van een onderneming over de prestaties op het gebied van duurzaamheid of maatschappelijk verantwoord ondernemen: zowel de prestaties op het gebied van sociaal-ethiek, milieu als economisch (People-Planet-Profit).
Naast een financieel jaarverslag begonnen enkele bedrijven in de jaren 90 met het uitbrengen van een milieujaarverslag. Dit is later uitgebreid tot een duurzaamheidsverslag met het opkomen van duurzaam of maatschappelijk verantwoord ondernemen (MVO).

## Europese Unie

### CSRD
De Europese richtlijn 2022/2464 Richtlijn duurzaamheidsrapportering door ondernemingen, in het Engels Corporate Sustainability Reporting Directive (CSRD), werd op 14 december 2022 uitgevaardigd, en trad in 2024 in werking. De richtlijn volgt op eerdere richtlijnen van 26 juni 2013 en van 22 oktober 2014 inzake bekendmaking van niet-financiële informatie door grote ondernemingen en groepen. 

### Nederland
De Kristalprijs was de jaarlijkse prijs van het Ministerie van Economische Zaken en Klimaat in samenwerking met de Nederlandse Beroepsorganisatie van Accountants (NBA) op het gebied van MVO-verslaglegging. De 'Transparantiebenchmark' was het tweejaarlijks onderzoek naar de kwalitatieve en kwantitatieve ontwikkeling van maatschappelijke verslaggeving onder de grootste ondernemingen van Nederland. Dit onderzoek werd uitgevoerd in opdracht van het Ministerie van Economische Zaken en Klimaat. 
De invoering per 2024 van de Europese richtlijn "Duurzaamheidsrapportering door ondernemingen"  maakte het instrumentaal gebruik van de transparantiebenchmark en de Kristalprijs overbodig volgens het ministerie van Economische Zaken en Klimaat (EZK). Benchmark en prijs werden per 2014 beëindigd.. Als opvolger zijn de Nederlandse CSRD Awards in oprichting.

### België
In België is de wet van 3 september 2017 inzake bekendmaking van niet-financiële informatie van toepassing, en is de Europese richtlijn 2022/2464 sedert 1 januari 2024 van kracht.

## Internationaal
Het Global Reporting Initiative (GRI) is een internationaal instituut (gevestigd in Amsterdam) dat wereldwijde richtlijnen ontwikkelt voor duurzaamheidsverslagen.